# Boris Berman
Boris Berman (Russisch: Бори́с Бе́рман) (Moskou, 3 april 1948) is een Russische pianist.

## Opleiding
Berman studeerde aan het Moskou Conservatorium P. I. Tsjaikovski (Russisch: Московская Государственная Консерватория им. П.И.Чайковского) in Moskou bij Lev Oborin af als pianist en klavecinist. Hij had vele solistische optredens door de gehele Sovjet-Unie en soleerde met vele orkesten, waaronder het Philharmonisch Orkest van Moskou.
In 1973 emigreerde Boris Berman naar Israël, waar hij een carrière opbouwde als pianist. Later verhuisde hij naar Amerika.

## Werkzaamheden
Boris Berman stichtte de Music Spectrum concertserie in Israël (1975-84) en de Yale Music Spectrum concertserie in Amerika (1984-1997). Opvallend aspect van deze series was de inventieve programmering.
Boris Berman doet ook veel aan kamermuziek, en speelde met diverse grootheden zoals Misha Maisky, Heinz Holliger, Aurèle Nicolet, Shlomo Mintz, Gyorgy Pauk, Ralph Kirshbaum, Frans Helmerson, Natalia Gutman, het Tokyo Quartet, het Vermeer Quartet en het Nederlands Blazers Ensemble.

## Pedagoog
Berman is een pianopedagoog van internationale allure, en werkte onder andere aan de conservatoria in Indiana (Bloomington), Boston, Brandeis en Tel Aviv. Momenteel is hij hoofd van de pianoafdeling aan de Yale School of Music. Hij geeft daarnaast masterclasses over de hele wereld. Hij stichtte tevens het Yale Summer Piano Institute (1990-92) en het International Summer Piano Institute in Hong Kong (1995-97).
Boris Berman werkt veel met jong talent en is mede daarom vaak jurylid bij pianoconcoursen, zoals in Leeds, in Dublin en bij de Artur Rubinstein Competition in Tel-Aviv.

## Publicaties
In 2000, werd door Yale University Press Bermans boek Notes from the Pianist's Bench gepubliceerd, waarin hij schrijft over zijn ervaringen als pianopedagoog, over pianotechniek, pianistische expressie en interpretatie.

## Opnamen
Boris Berman heeft veel opnamen op zijn naam staan. De meest opvallende is op het label van Naxos verschenen: 2 cd's met werk van John Cage.. Op Chandos verscheen de complete pianomuziek van Prokofiev ter ere van de honderdste geboortedag van de componist.
- Bibliothèque nationale de France: cb13961694f (data)
- Catàleg d'autoritats de noms i títols de Catalunya: 981058520627906706
- CiNii: DA12399461
- Gemeinsame Normdatei: 133068218
- International Standard Name Identifier: 0000 0000 7839 0003
- Library of Congress Control Number: n82224579
- Nationale Bibliotheek van Letland: 000039562
- MusicBrainz: a231e945-8fbd-4db5-9c10-e4bade592dc7
- Bibliotheek van het Japanse parlement: 01200648
- Nationale Bibliotheek van Tsjechië: xx0085927
- Nationale Bibliotheek van Israël: 987007273105605171
- Nederlandse Thesaurus van Auteursnamen: 071311858
- Istituto Centrale per il Catalogo Unico: UBOV530214
- Système universitaire de documentation: 139864377
- Virtual International Authority File: 7581004
- WorldCat: E39PBJwtrdFJ6ftd94dQTxvmBP